# Acisoma trifidum
Acisoma trifidum е вид водно конче от семейство Libellulidae. Видът е незастрашен от изчезване.

## Разпространение
Разпространен е в Ангола, Бенин, Габон, Гамбия, Гана, Гвинея, Гвинея-Бисау, Демократична република Конго, Екваториална Гвинея, Замбия, Камерун, Кот д'Ивоар, Нигерия, Сенегал, Сиера Леоне, Того, Уганда и Централноафриканска република.